# Reprezentacja Turcji na Mistrzostwach Europy w Wioślarstwie 2008
Reprezentacja Turcji na Mistrzostwach Europy w Wioślarstwie 2008 liczyła 7 sportowców. Najlepszym wynikiem było 5. miejsce czwórki bez sternika mężczyzn.

## Medale

### Złote medale
Brak

### Srebrne medale
Brak

### Brązowe medale
Brak

## Wyniki

### Konkurencje mężczyzn
- jedynka (M1x): Özkan Özdek – 15. miejsce
- dwójka bez sternika (M2-): Egemen Artık, Hasan Özcan – 10. miejsce
- czwórka bez sternika (M4-): Hakan Özcan, İsmail Özgür, Barbaros Gözütok, Murat Türker – 5. miejsce